# ويندي دينغ مردوخ
ويندي دينغ مردوخ (بالإنجليزية: Wendi Deng Murdoch) و (بالصينية: 邓文迪) وهي سيدة أعمال صينية المولد أمريكية الجنسية ولدت في يوم 8 ديسمبر 1968 في مدينة جينان في شاندونغ في الصين وهي زوجة روبرت مردوخ صاحب شركة نيوز كوربوريشن الذي قدم طلب للطلاق منها في 2013، وهي حالياً تُقيم في مدينة نيويورك في الولايات المتحدة.

## روابط خارجية
- ويندي دينغ مردوخ على موقع IMDb (الإنجليزية)
- ويندي دينغ مردوخ على موقع قاعدة بيانات الفيلم (الإنجليزية)